# Subdesenvolvimento

[[Ficheiro:IMF advanced UN least developed.svg|thumb|direita|350px|Classificações realizadas pelo FMI e ONU:

Classificações realizadas pelo FMI e ONU:
Países desenvolvidos
Países emergentes
legenda|#cc7662|Países subdesenvolvidos

Subdesenvolvimento é um termo que é usado com frequência em Economia para definir a baixa renda de um país. Em geral é incluído nesse significado a falta de acesso da população de um país ou região às oportunidades de emprego, saúde, água, alimentação, educação e moradia.
Jacob Viner, em palestra de 1953, procurou definições sobre o subdesenvolvimento na literatura da época e destacou primeiramente as abordagens que definiam um país subdesenvolvido como aquele com população baixa em relação ao território. Nesse contexto e nos demais a serem citados, subdesenvolvimento seria um estágio anterior ao desenvolvimento e não um "não-desenvolvimento". Outra abordagem seria a de escassez de um ou mais fatores econômicos (capital, mão de obra e recursos naturais). Como seriam os espaços vazios sem recursos naturais detectáveis ou comercialmente exploráveis em prol do bem-estar dos habitantes, como por exemplo a Antártida ou regiões do Saara. Também a escassez de capital foi apontada como indício de subdesenvolvimento mas, conforme anotou Viner, isso não é decisivo pois antes de 1914 países como a Índia, Canadá, Estados Unidos, Argentina e Austrália fizeram empréstimos a longo-prazo a taxas de juros elevadas e "substancialmente semelhantes", devido a antecedentes desfavoráveis aos respectivos créditos e não pelos eventuais níveis de desenvolvimento. Uma terceira abordagem citada, segundo o mesmo autor, seria a relação da produção industrial com a produção total (nível de industrialização). Viner preferia os níveis de vida per capita que poderiam ser efetivos ou potencialmente promissores para uma elevação desse nível (padrão de vida), levando-se em conta a possível utilização de maiores percentuais de fatores de produção.  
O subdesenvolvimento perene não é a ausência de desenvolvimento ou "não-desenvolvimento", mas o produto de um tipo universal de desenvolvimento mal conduzido. Assim, é aceito existirem países subdesenvolvidos embora a ONU e o Banco Mundial acreditem que o termo "subdesenvolvimento" é desnecessário ao falar destes países, pois dá a impressão de que estarão neste estado permanentemente. O termo utilizado para substituir o mesmo é "país em desenvolvimento", o qual significa que o país ainda não é desenvolvido, porém está em movimento, tentando modificar sua situação para tornar-se um lugar melhor para sua população.
Critica-se que o longo período em que países se mantêm subdesenvolvidos não o são por razões naturais. As razões seriam as causas históricas, força das circunstâncias ou ações humanas. Circunstâncias históricas desfavoráveis, principalmente o colonialismo político e econômico que mantiveram essas regiões à margem do processo da economia mundial em rápida evolução julga-se como um dos fatores.
É a concentração abusiva de riqueza - sobretudo neste período histórico dominado pelo neocolonialismo capitalista que foi o fator determinante do subdesenvolvimento de uma grande parte do mundo: as regiões dominadas sob a forma de colônias políticas diretas ou de colônias econômicas.
O subdesenvolvimento é o produto da má utilização dos recursos naturais e humanos realizada de forma a não conduzir à expansão econômica e a impedir as mudanças sociais indispensáveis ao processo da integração dos grupos humanos subdesenvolvidos dentro de um sistema econômico integrado. Só através de uma estratégia global do desenvolvimento, capaz de mobilizar todos os fatores de produção no interesse da coletividade, poderão ser eliminados o subdesenvolvimento e a fome da superfície da terra.
O maior de todos esses erros foi considerar o processo do desenvolvimento em toda parte como semelhante ao desenvolvimento dos países ricos do Ocidente. Uma espécie de etnocentrismo conduziu os teóricos do desenvolvimento a assentar as suas idéias e estabelecer os seus sistemas de pensamento em concepções de economia clássica que ignoravam quase totalmente a realidade sócio-econômica das regiões de economia ocidental capitalista, uma economia socialista em elaboração acelerada e uma rede de abastecimento e de venda no resto do mundo. Não se ocupavam, pois, das estruturas econômicas desse resto do mundo, abandonado quer aos sociólogos, quer, antes, aos folcloristas.
Pode-se dizer que o subdesenvolvimento é agravado pelas guerras, pois os países participantes dela se preocupam mais em investir em armamentos para a cidade, esquecendo dos problemas sociais e econômicos dos mesmos, por causa da população que se encontra na situação de miséria.